# Dewitalizacja
Dewitalizacja (dosł. pozbawienie funkcji życiowych) - termin stosowany w wielu procedurach. W odniesieniu do stomatologii oznacza tak zwane zatrucie zęba. Zabieg ten polega na założeniu do ubytku zębowego na obnażony nerw środka chemicznego (np. parapasty, której podstawowym składnikiem jest paraformaldehyd) powodującego martwicę miazgi, a następnie jej mumifikację. W dendrologii natomiast dewitalizacja oznacza uśmiercenie drzewa (np. za pomocą środków chemicznych).

Przeczytaj ostrzeżenie dotyczące informacji medycznych i pokrewnych zamieszczonych w Wikipedii.